# Geely Yuanjing
Geely Yuanjing и Geely Haijing — переднеприводные среднеразмерные легковые автомобили, выпускаемые китайской автомобилестроительной компанией Geely Automobile с 18 мая 2007 года (Yuanjing) и с 2009 года (Haijing). Пришли на смену автомобилю Proton Suprima S в Малайзии.

## Первое поколение (2007—2013, индекс FC1)
Первое поколение автомобилей Geely Yuanjing серийно производилось с 18 мая 2007 года австрийской компанией Magna Steyr. Первоначально автомобилю был присвоен индекс FC1, позднее автомобиль был переименован в Geely Yuanjing. Внешне автомобиль напоминает модель Geely Emgrand EC7. В Южной Корее конкурентом автомобиля был Hyundai Elantra.
Стиль и дизайн автомобиля Geely FC1 позаимствован у японской модели Toyota Corolla (E120), с точки зрения обратной разработки.
Производство завершилось в 2013 году.

### Галерея

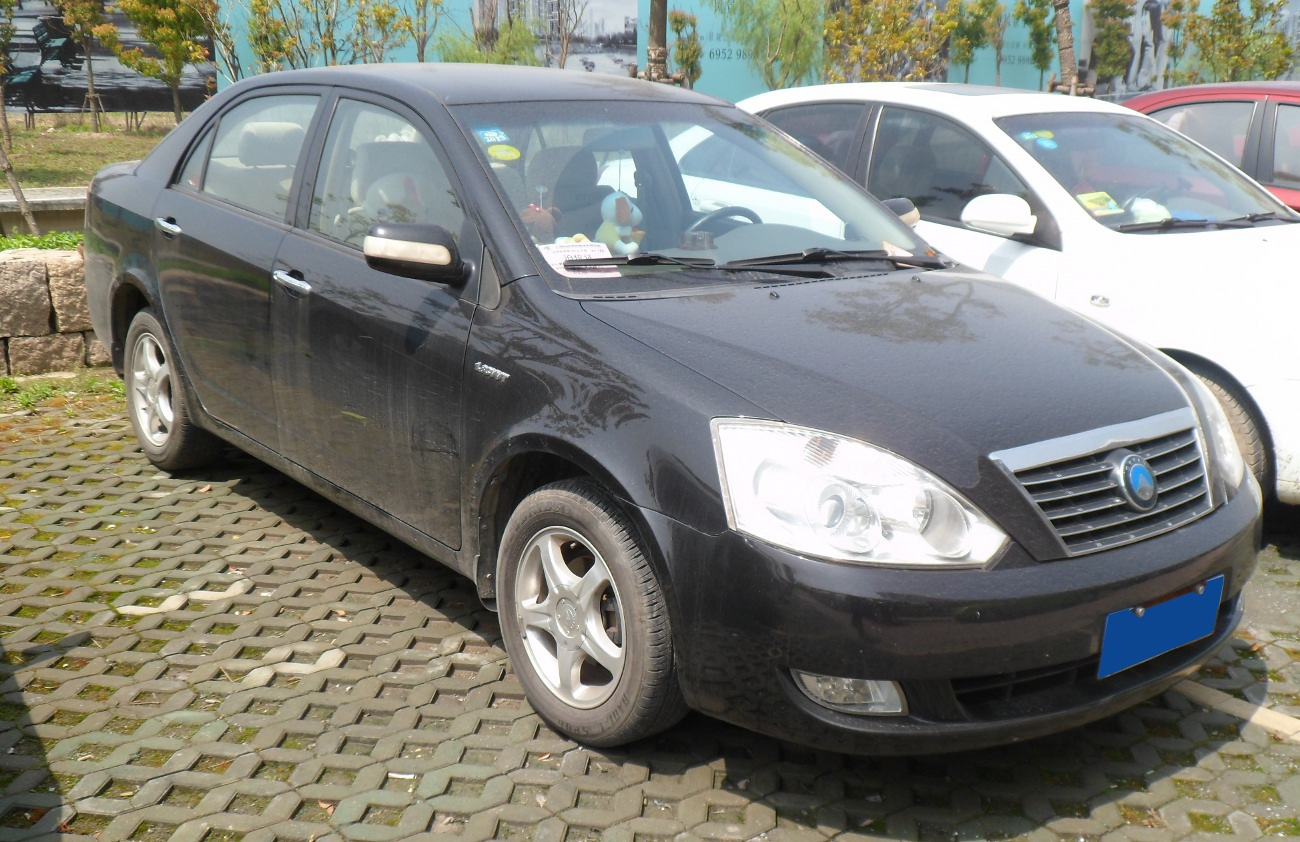
Geely Yuanjing
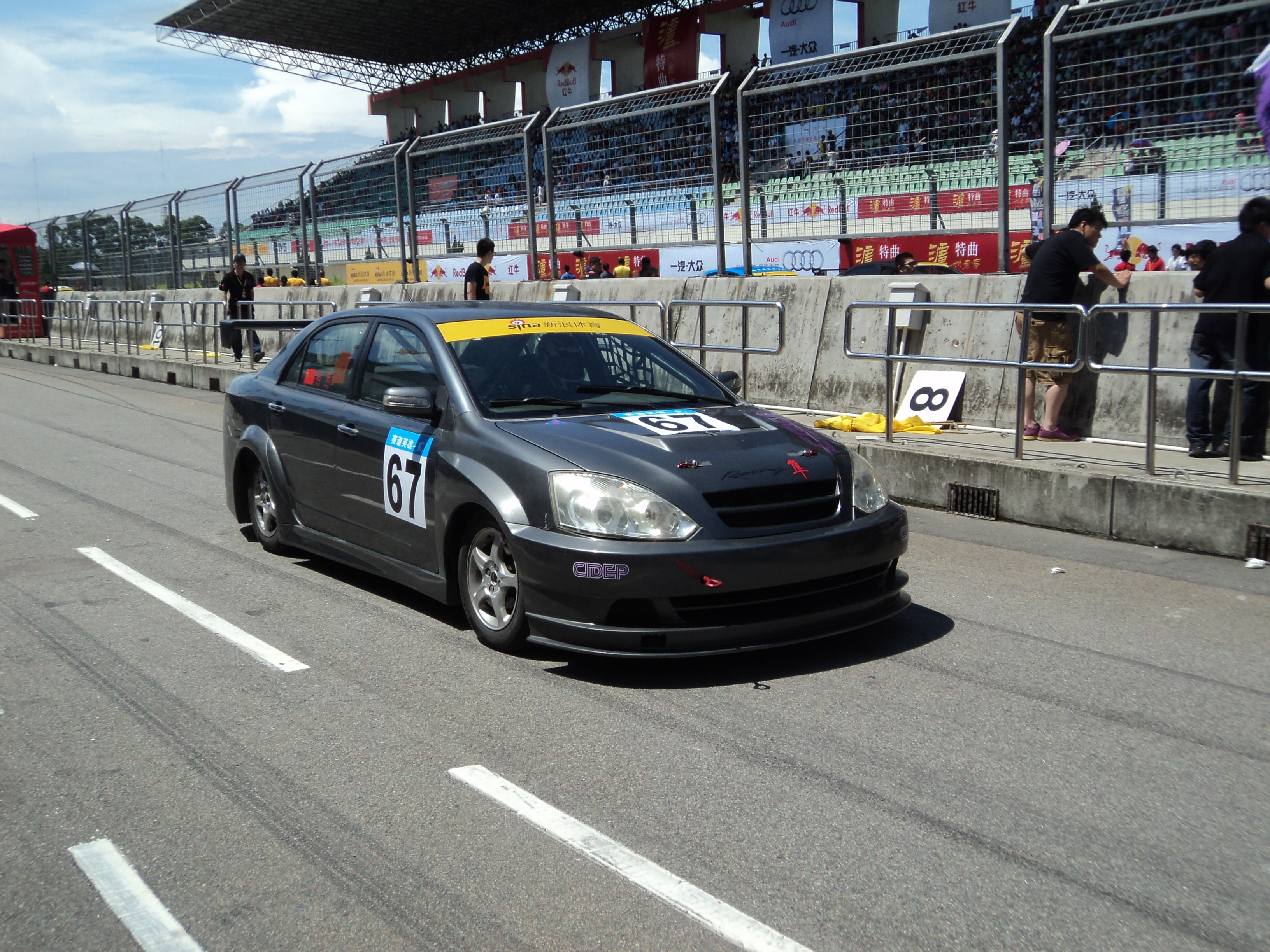
Geely Vision (FC1)
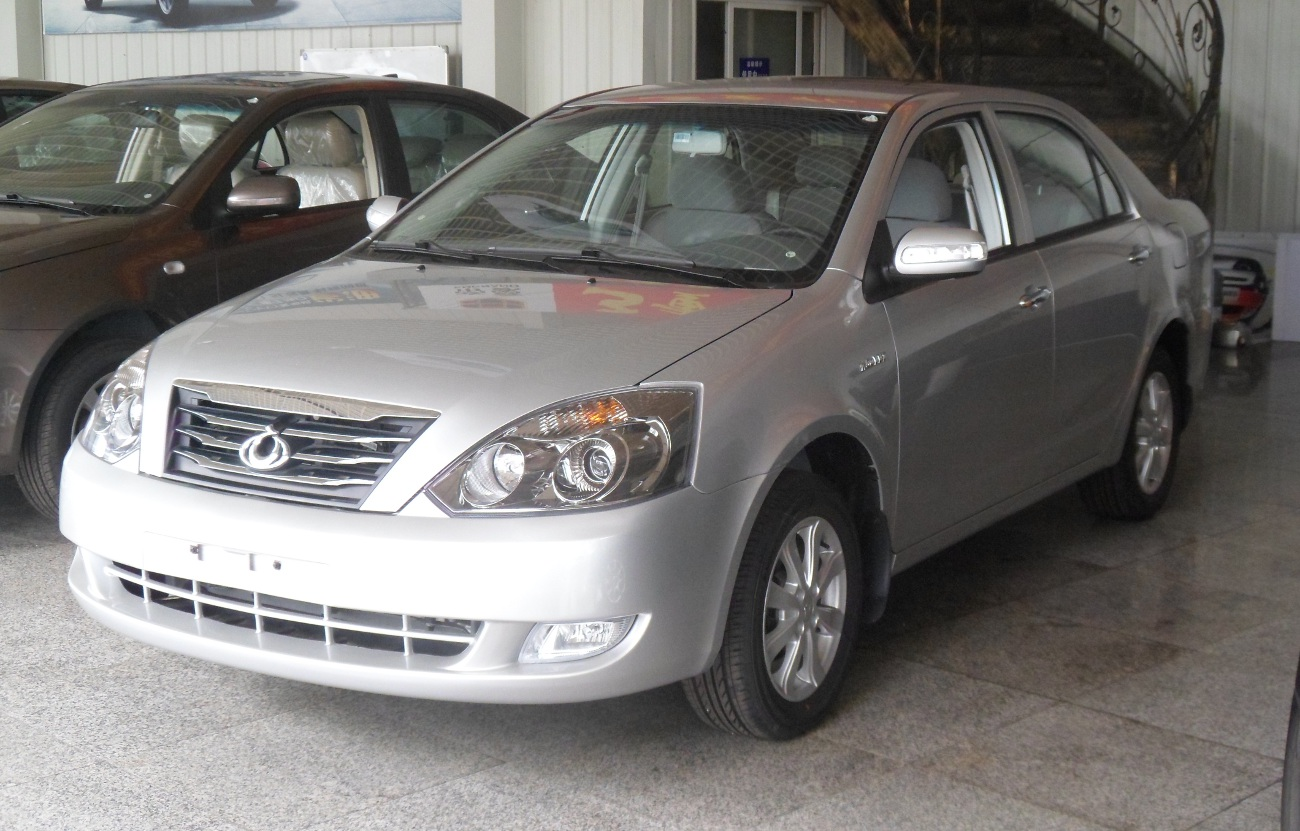
Gleagle FC
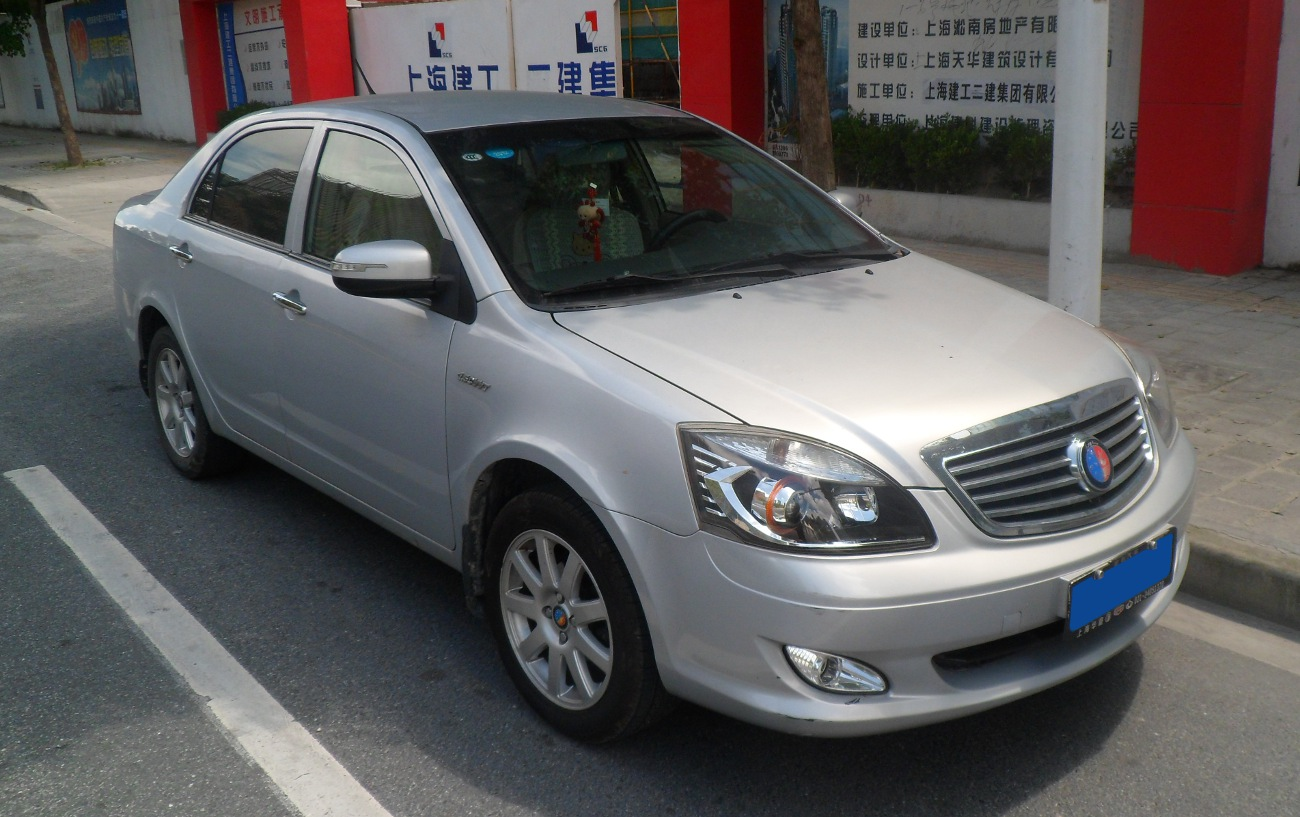
Geely Haijing SC7

### Geely Haijing
В 2009 году компания Shanghai Maple Motors (ныне Englon SC7 или Englon Haijing) представила новую компактную модель Geely Haijing, которая отличается от Geely Yuanging 2 датчиками парковки передним ходом и 4 задним. Модель оснащена бензиновым двигателем внутреннего сгорания 1.8 T с 6-ступенчатой АКПП австралийского производителя Drivetrain Systems International.

## Второе поколение (2014—2017, индексы FC2, GC7)
Второе поколение автомобилей Geely Yuanjing (Geely Yuanjing II) было представлено в 2014 году под индексами FC2 и GC7, в зависимости от производителя. Светотехника автомобиля была полностью переработана. Производство завершилось в конце 2017 года.

### Галерея

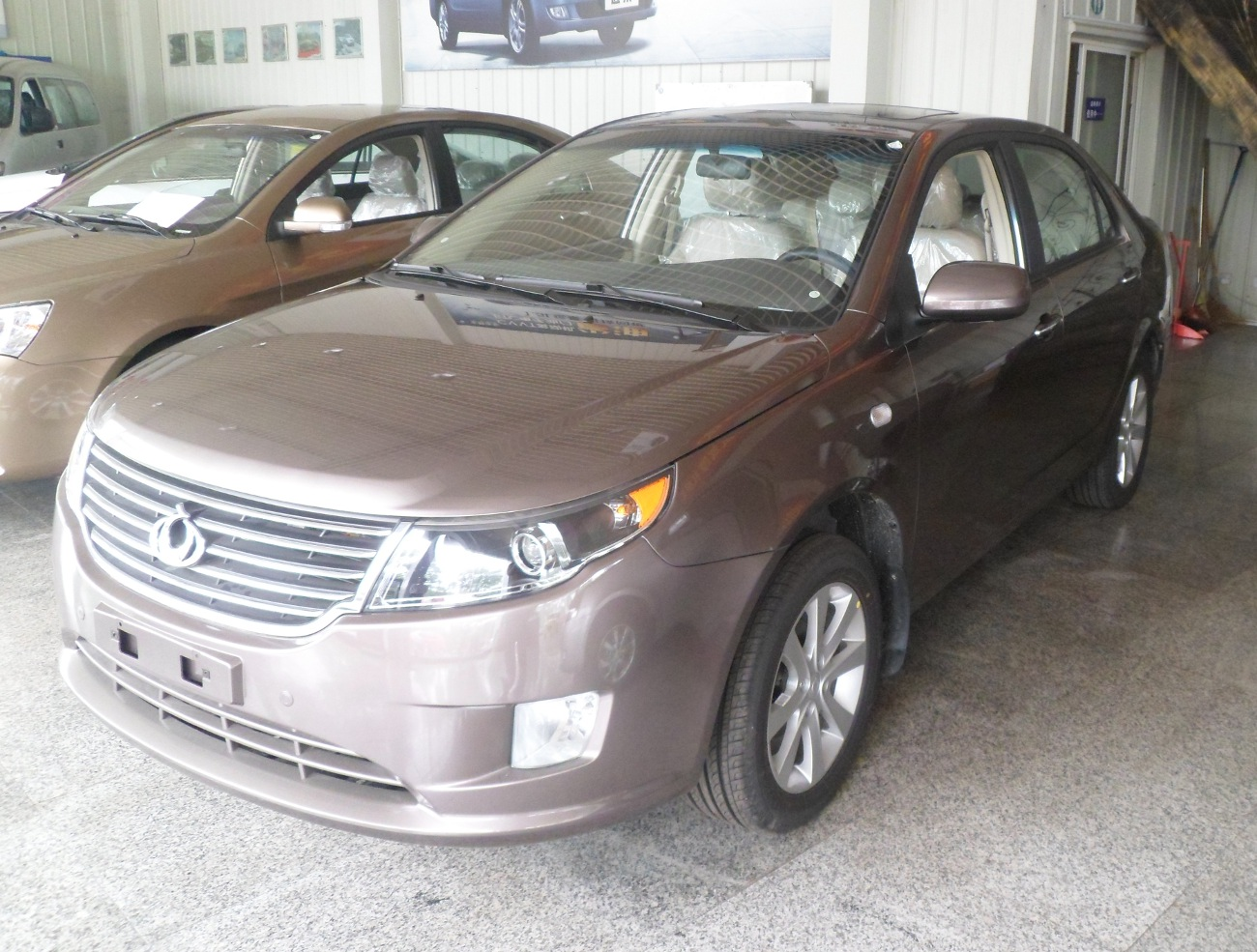
Gleagle GC7 (FC2)
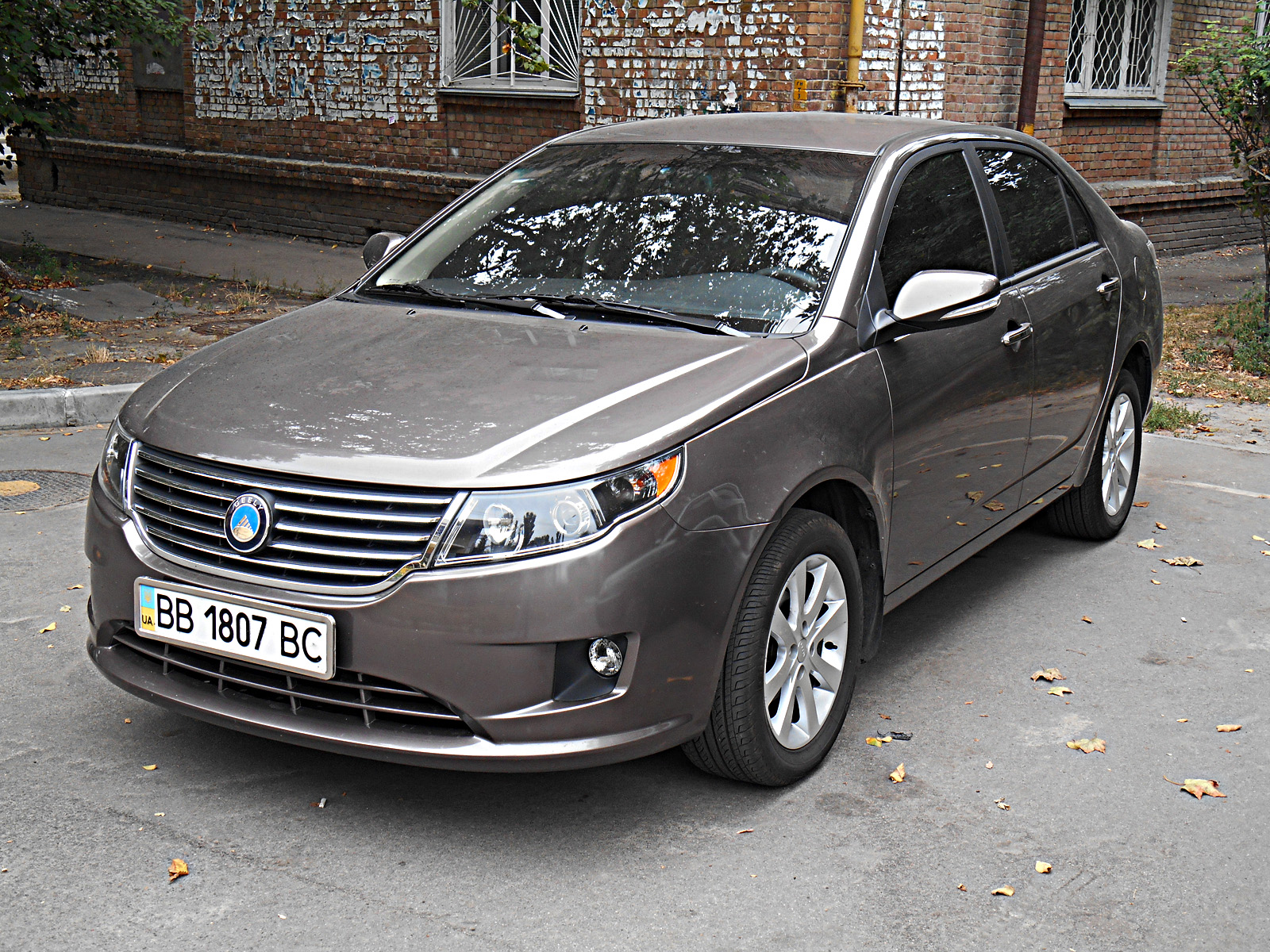
Geely GC7 (FC2)
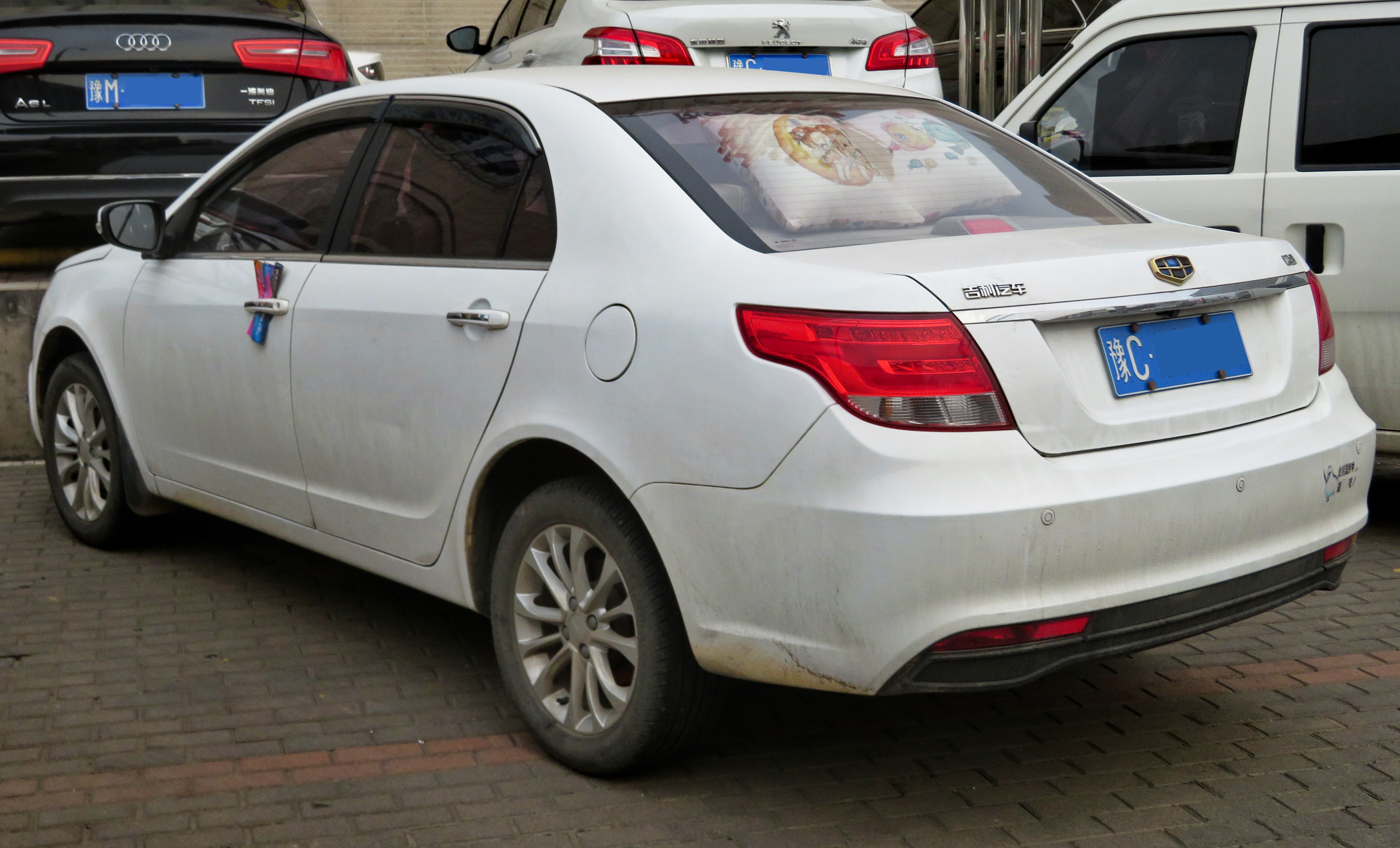
Geely Yuanjing II
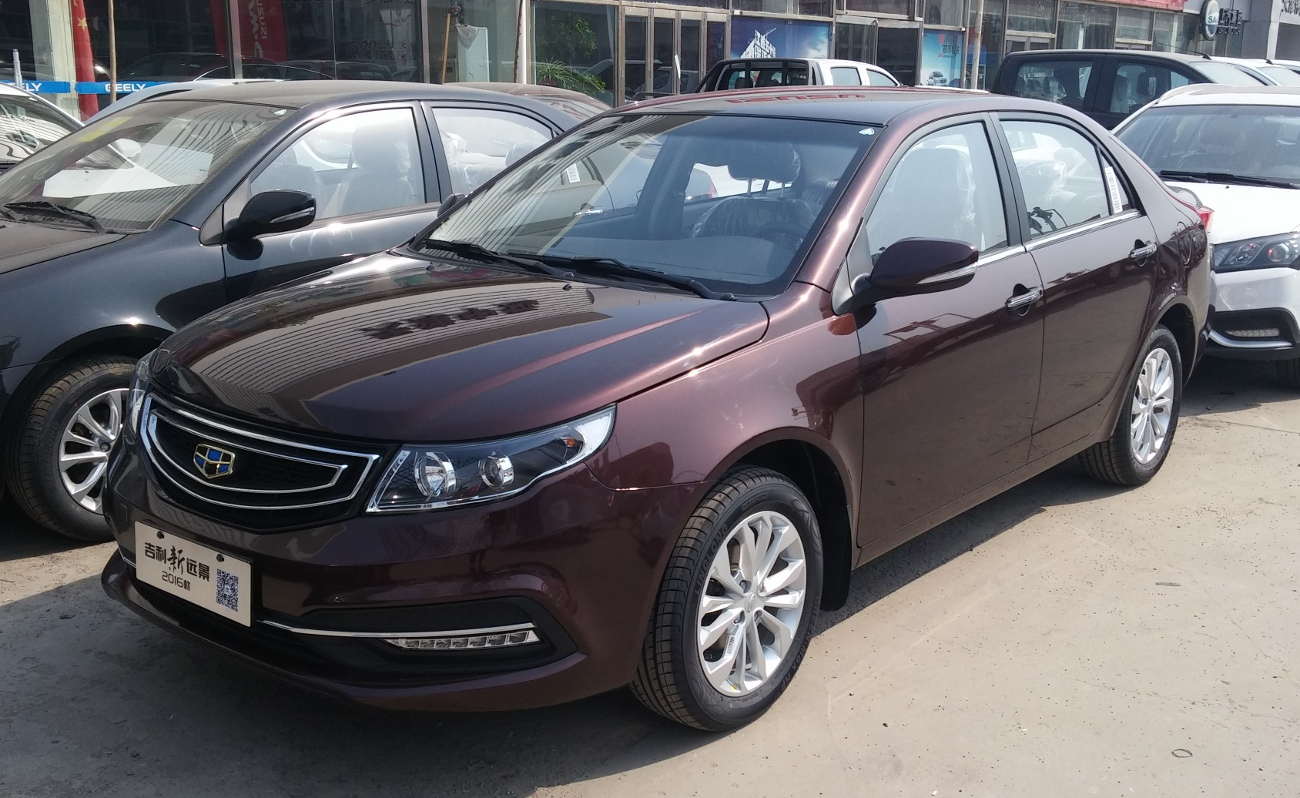
Фейслифтинг (вид спереди)
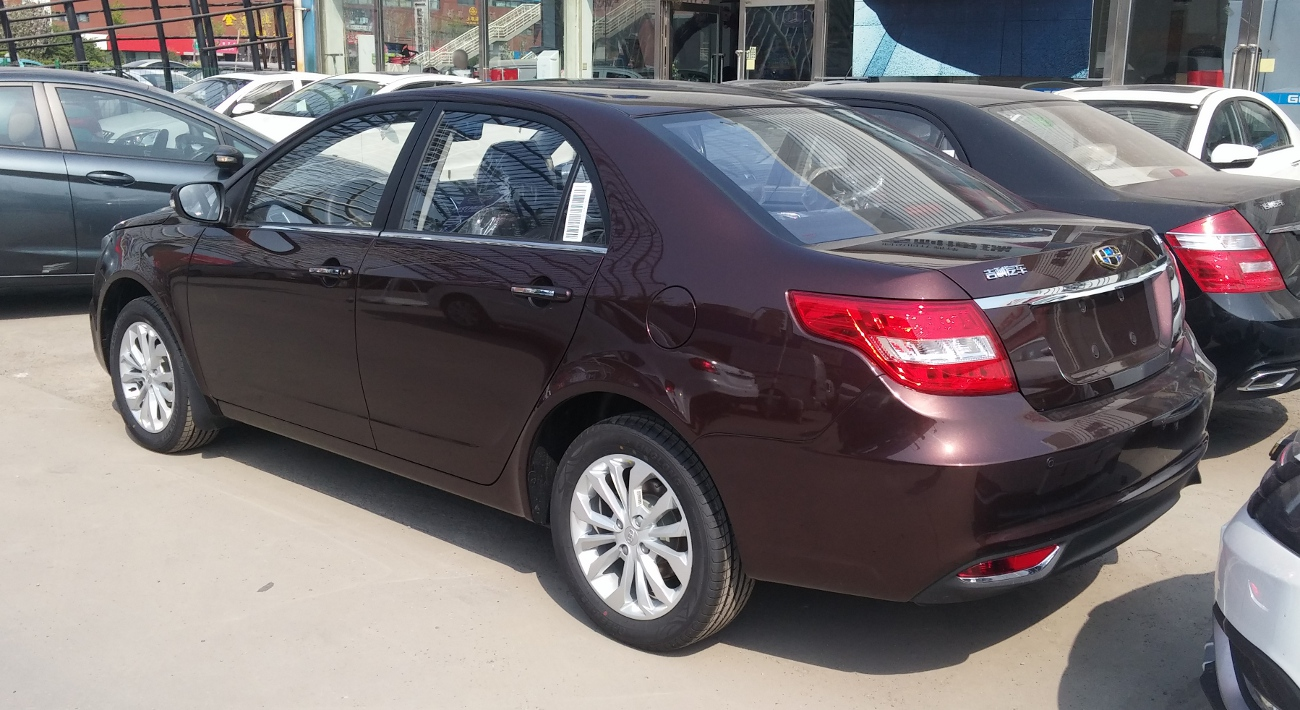
Фейслифтинг (вид сзади)
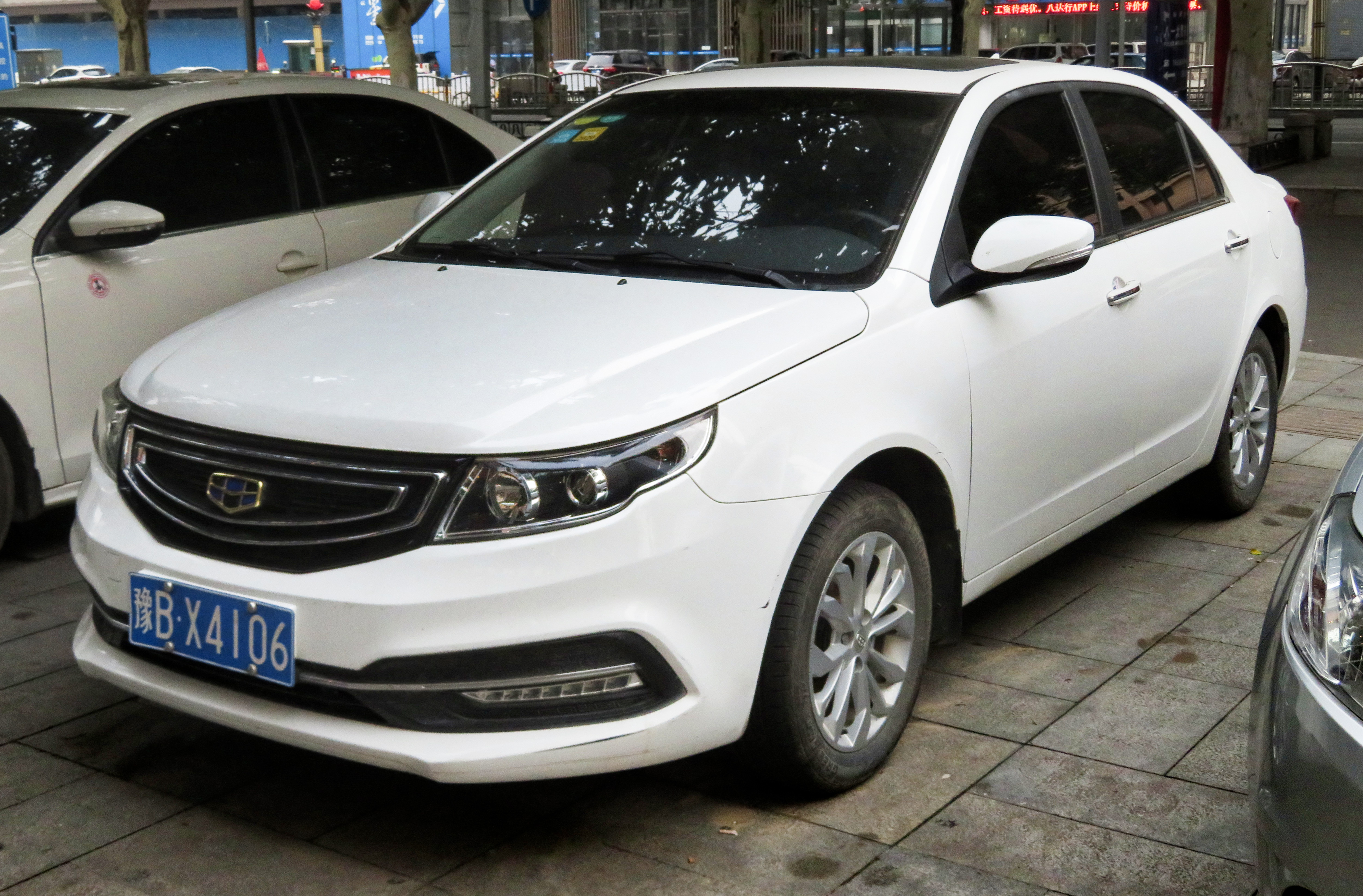
Geely Yuanjing II

## Третье поколение (2018—настоящее время, индекс FC3)
Современная версия Geely Yuanjing (Geely Yuanjing III) производится с 2018 года под индексом FC3. Представляет собой второй фейслифтинг предыдущего поколения автомобилей Geely Yuanjing. Задний номерной знак теперь расположен на бампере.

### Галерея

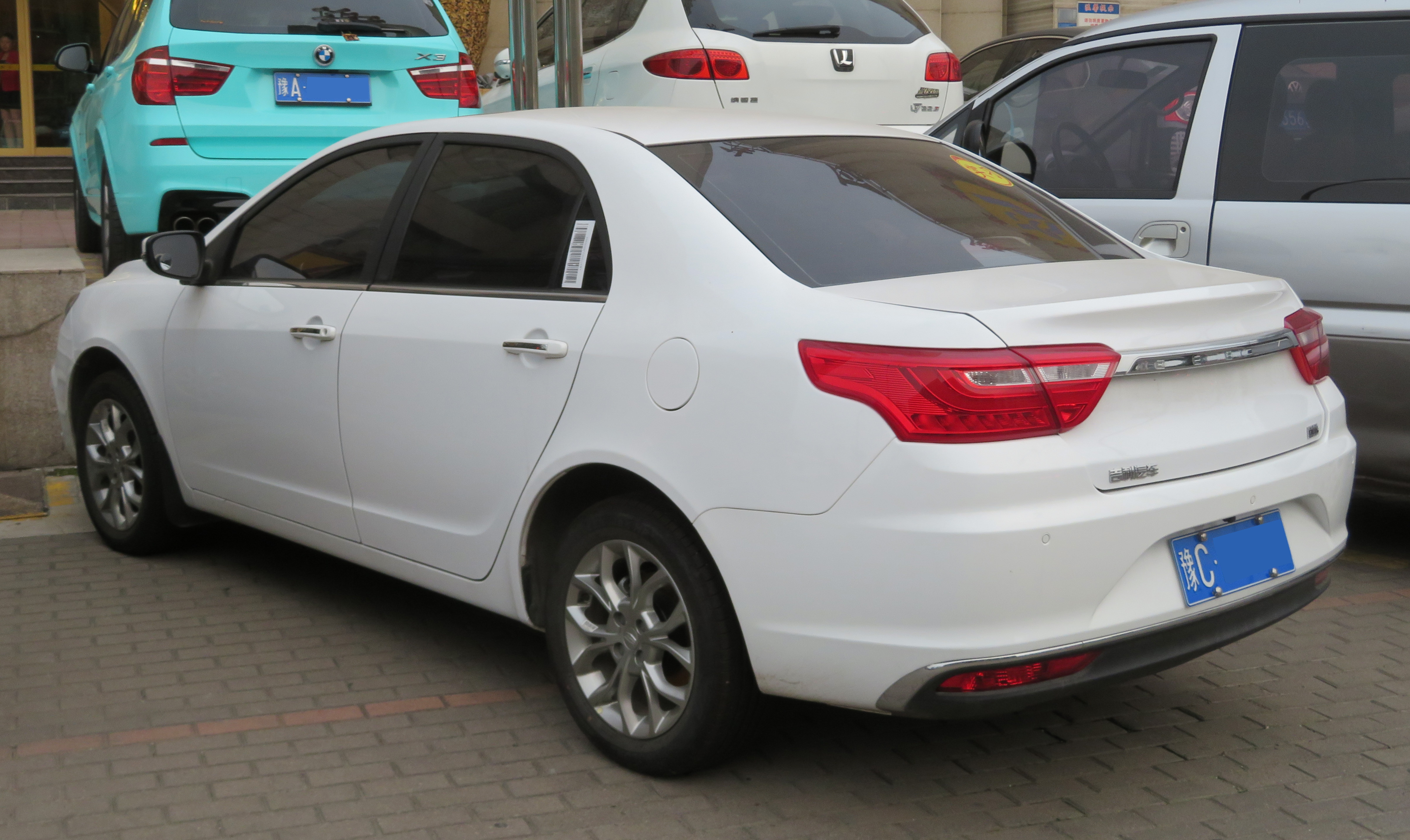
Geely Yuanjing III (вид сзади)
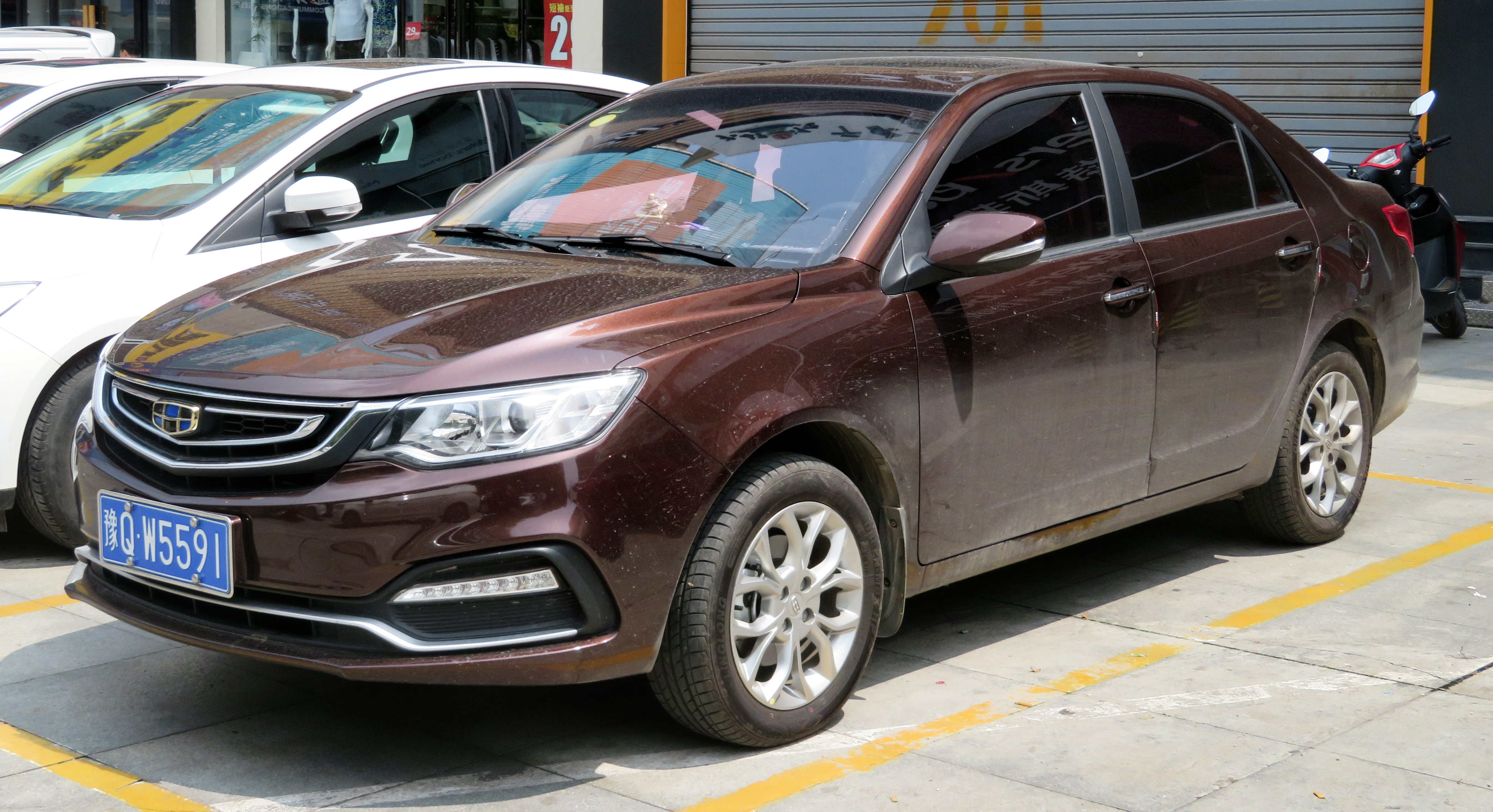
Geely Yuanjing III (вид спереди)